# 周時從
周時從，明朝政治官員，南京戶部員外郎。
弘治元年，時任戶部員外郎的周時從上疏請求將前朝遺留下的奸黨汪直、錢能、蔡用等人施加嚴刑，并審查兩京和四方鎮守中官。宦官們從其奏疏中“宗社”兩字沒有越格書寫，而命司法官逮捕治罪，不久得釋。